# Lockland (Ohio)
Lockland es una villa ubicada en el condado de Hamilton en el estado estadounidense de Ohio. En el Censo de 2010 tenía una población de 3449 habitantes y una densidad poblacional de 1.081,78 personas por km².

## Geografía
Lockland se encuentra ubicada en las coordenadas 39°13′40″N 84°27′23″O / 39.22778, -84.45639. Según la Oficina del Censo de los Estados Unidos, Lockland tiene una superficie total de 3.19 km², de la cual 3.19 km² corresponden a tierra firme y (0%) 0 km² es agua.

## Demografía
Según el censo de 2010, había 3449 personas residiendo en Lockland. La densidad de población era de 1.081,78 hab./km². De los 3449 habitantes, Lockland estaba compuesto por el 64.45% blancos, el 29.86% eran afroamericanos, el 0.17% eran amerindios, el 0.17% eran asiáticos, el 0.06% eran isleños del Pacífico, el 1.88% eran de otras razas y el 3.39% pertenecían a dos o más razas. Del total de la población el 4.23% eran hispanos o latinos de cualquier raza.